# Tribolonotus blanchardi
Tribolonotus blanchardi är en ödleart som beskrevs av  Burt 1930. Tribolonotus blanchardi ingår i släktet Tribolonotus och familjen skinkar. IUCN kategoriserar arten globalt som sårbar. Inga underarter finns listade i Catalogue of Life.